# Skomoroszky
Skomoroszky (ukr. Скоморошки, pol. hist. Skomoroszki) – wieś na Ukrainie w rejonie oratowskim, obwodu winnickiego.
W Skoromoszkach urodził się Jan Nelken – polski lekarz psychiatra, psychoanalityk, pułkownik Wojska Polskiego, ofiara zbrodni katyńskiej.

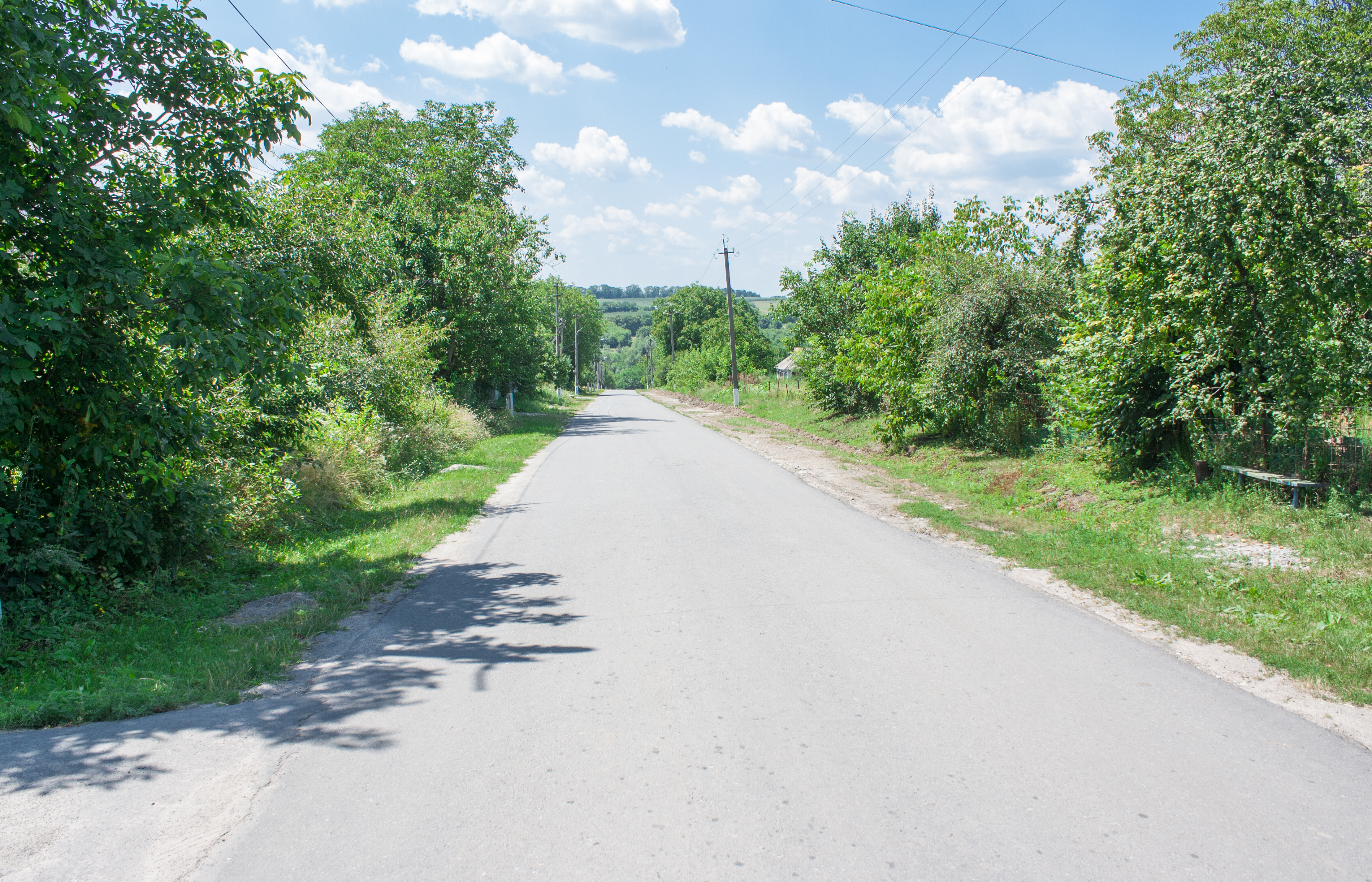
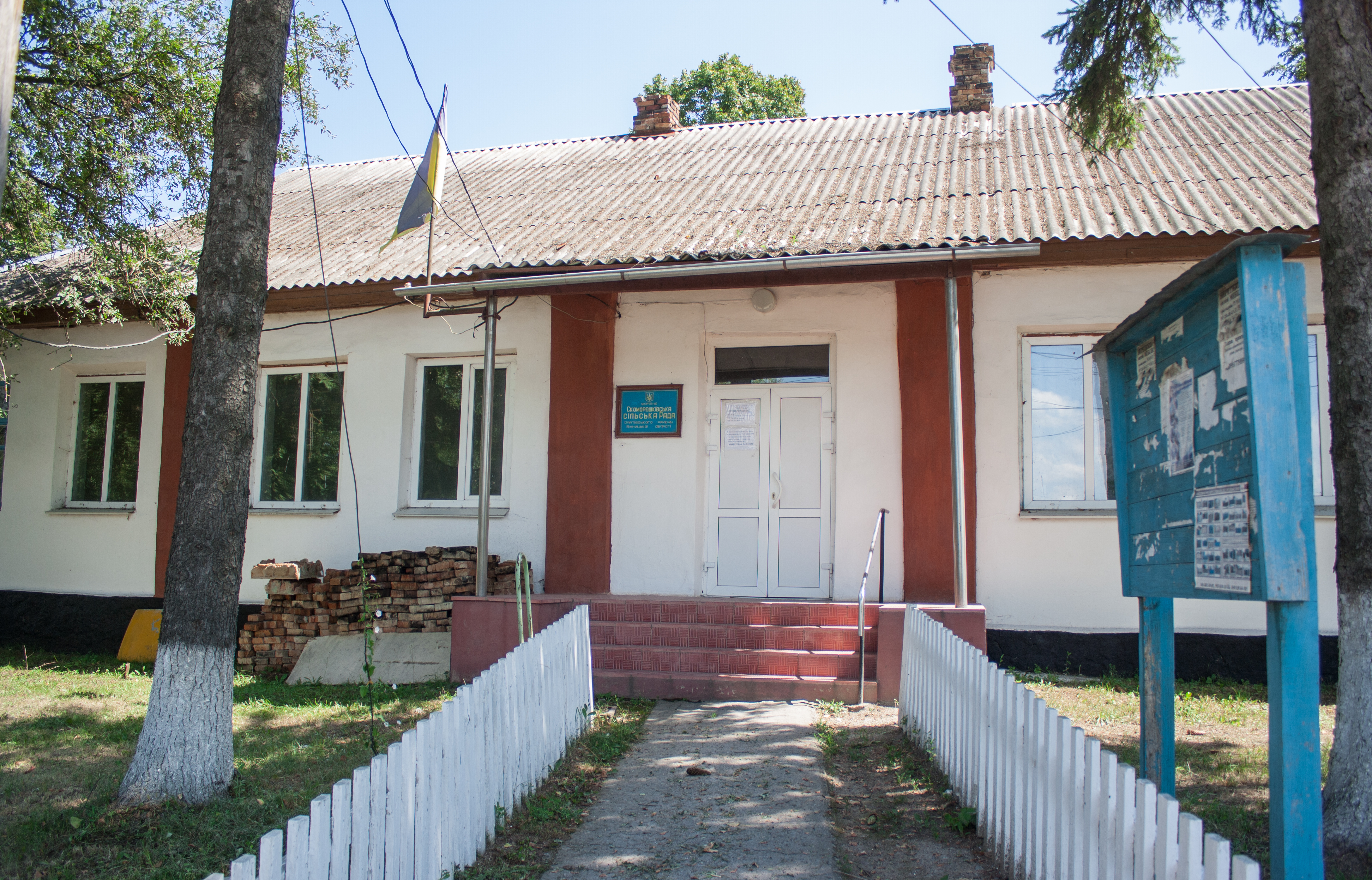
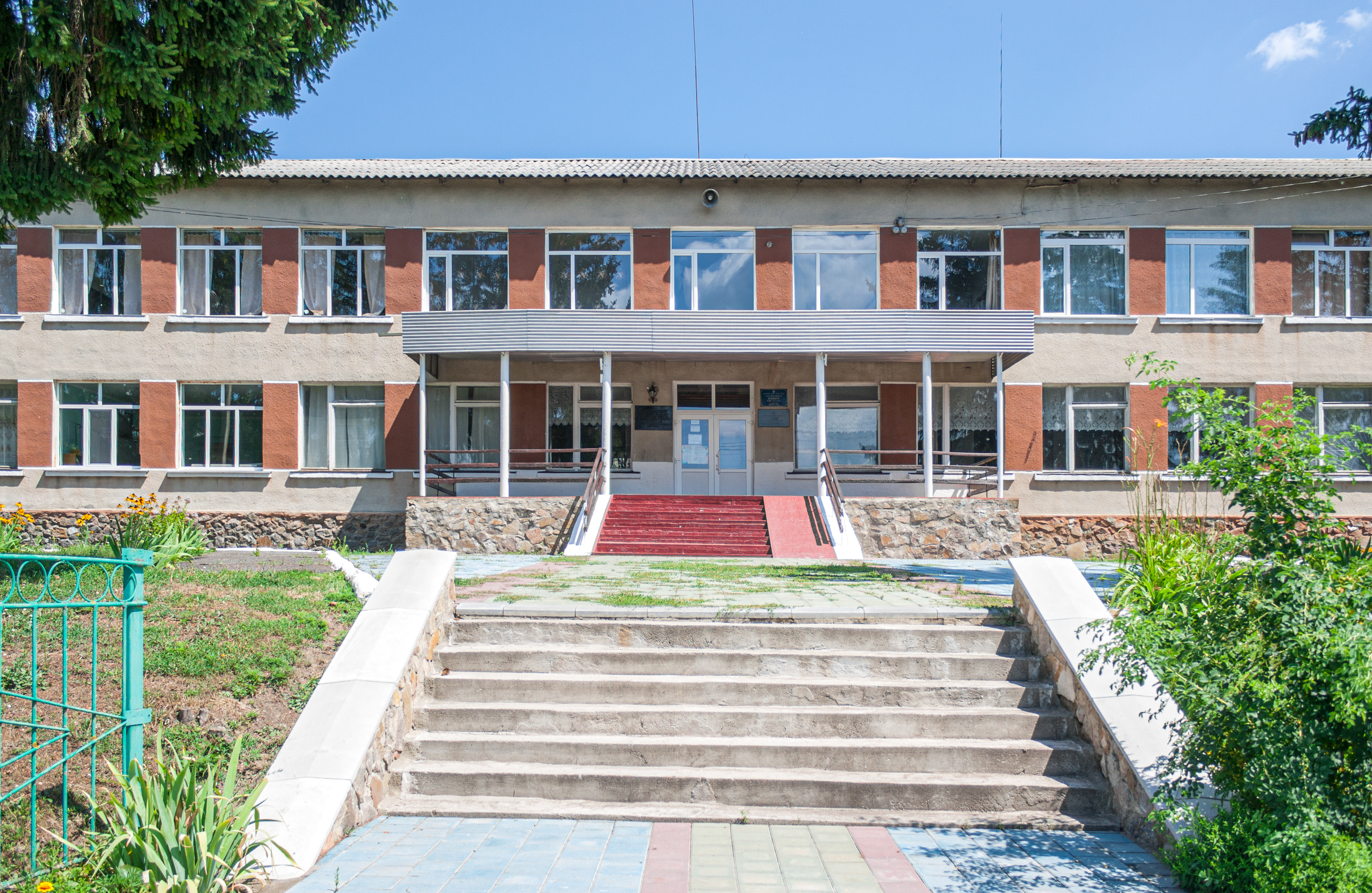
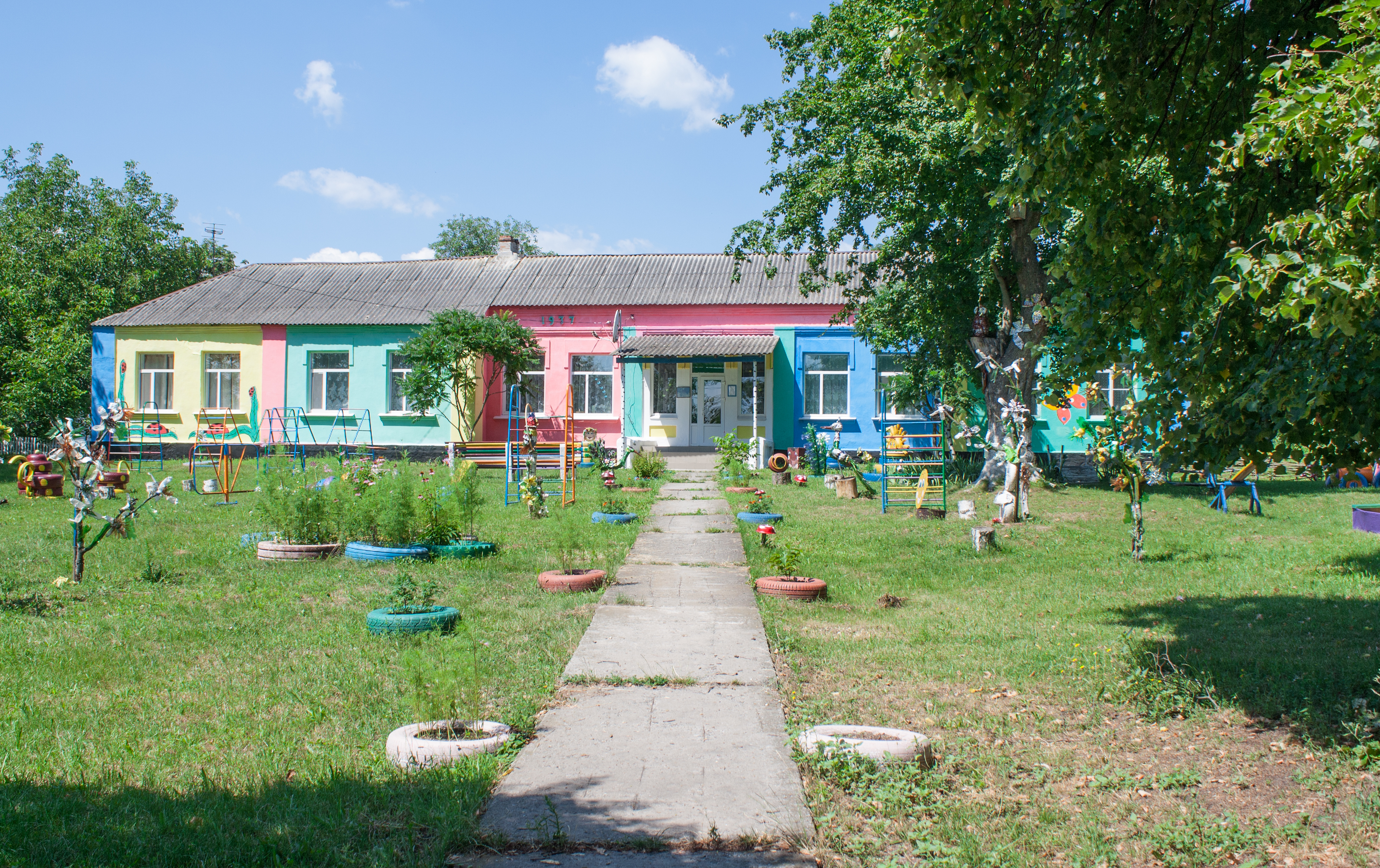
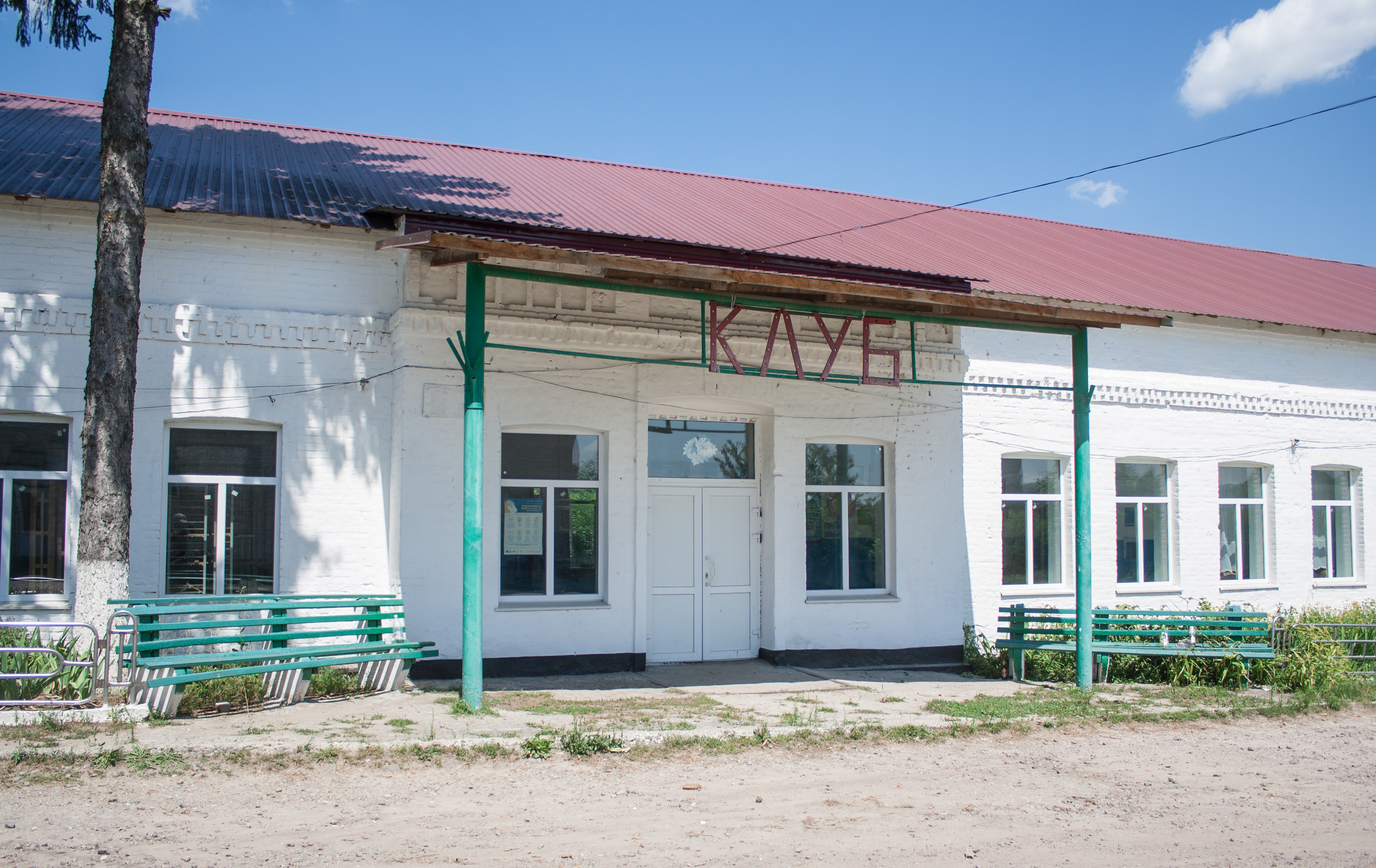
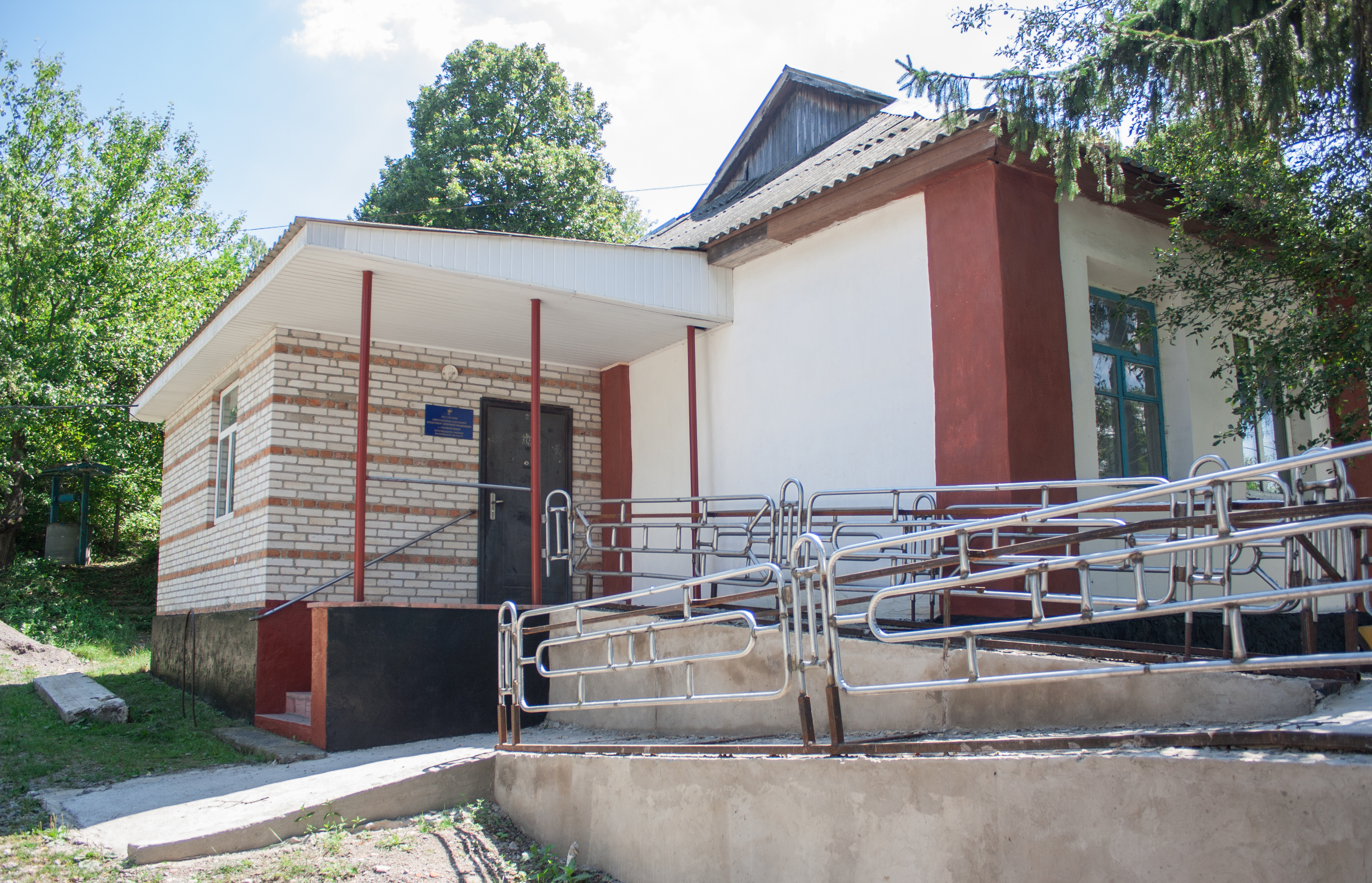
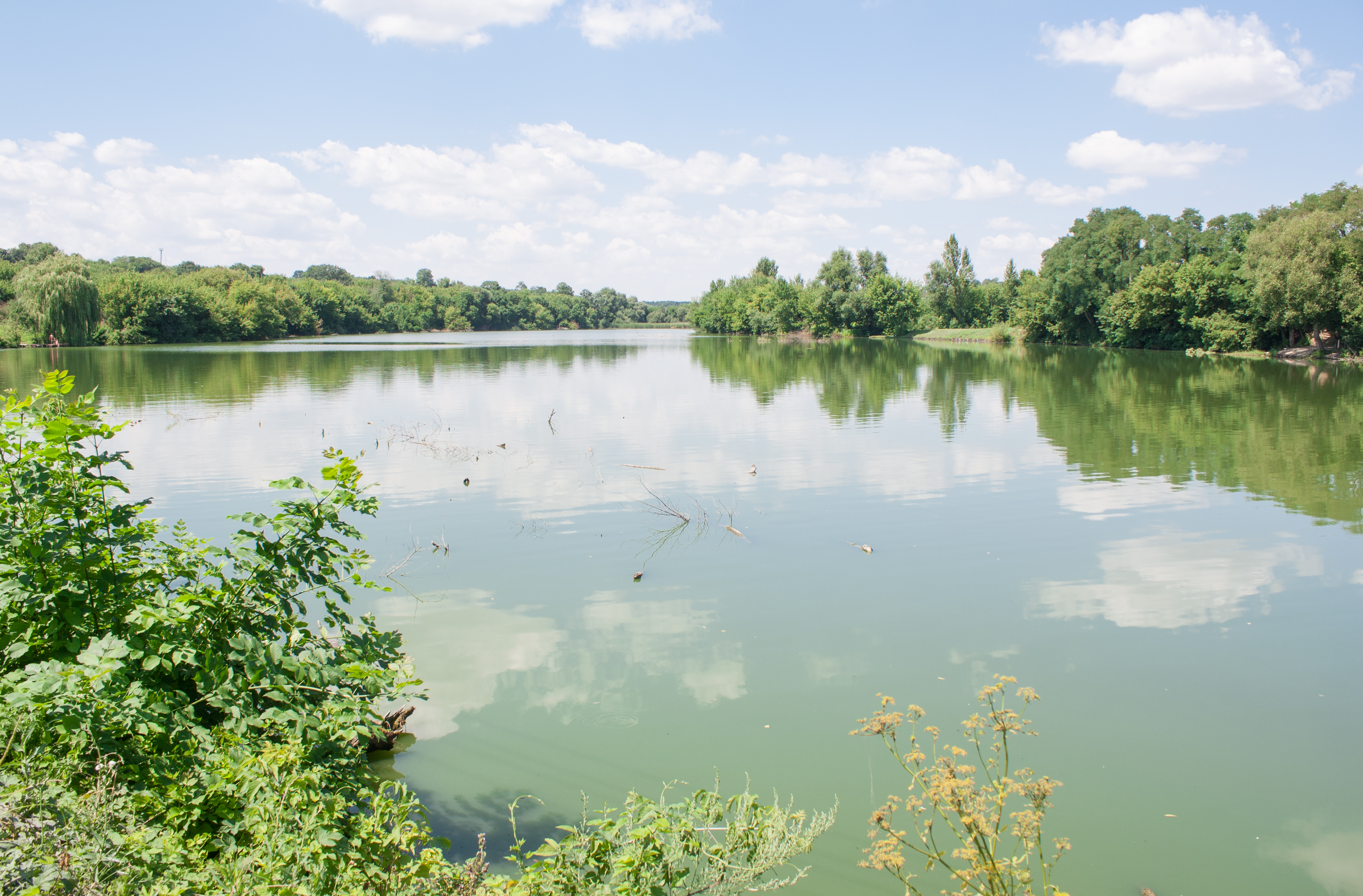
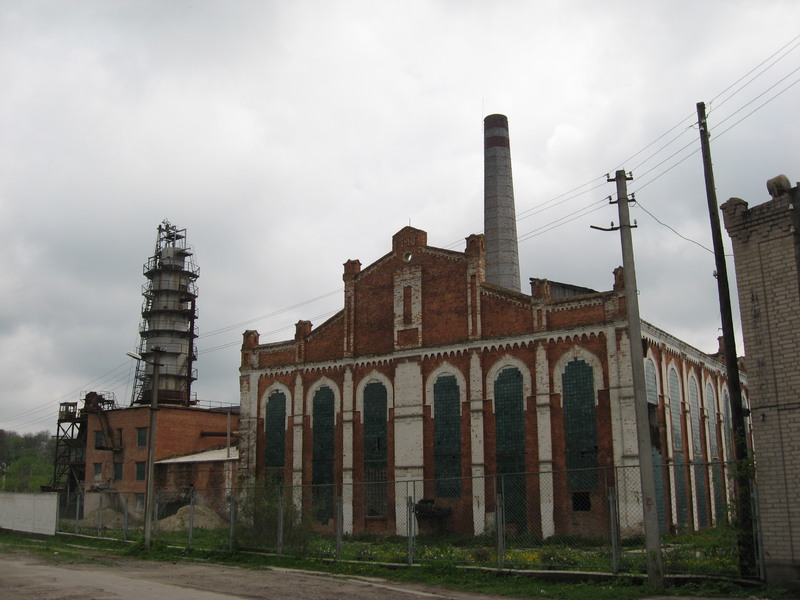